# Saint-Thomas (Aisne)
Saint-Thomas è un comune francese di 93 abitanti situato nel dipartimento dell'Aisne della regione dell'Alta Francia.

## Storia
Sorgeva presso questa cittadina l'antico oppidum dei Remi,  Bibrax (da non confondere con l'altro importante oppidum di Bibracte nel territorio degli Edui) al tempo della conquista della Gallia.

## Società

### Evoluzione demografica
Abitanti censiti